# ロベール3世 (フランドル伯)

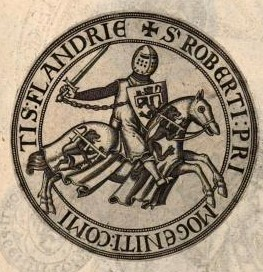
ロベール3世のシール

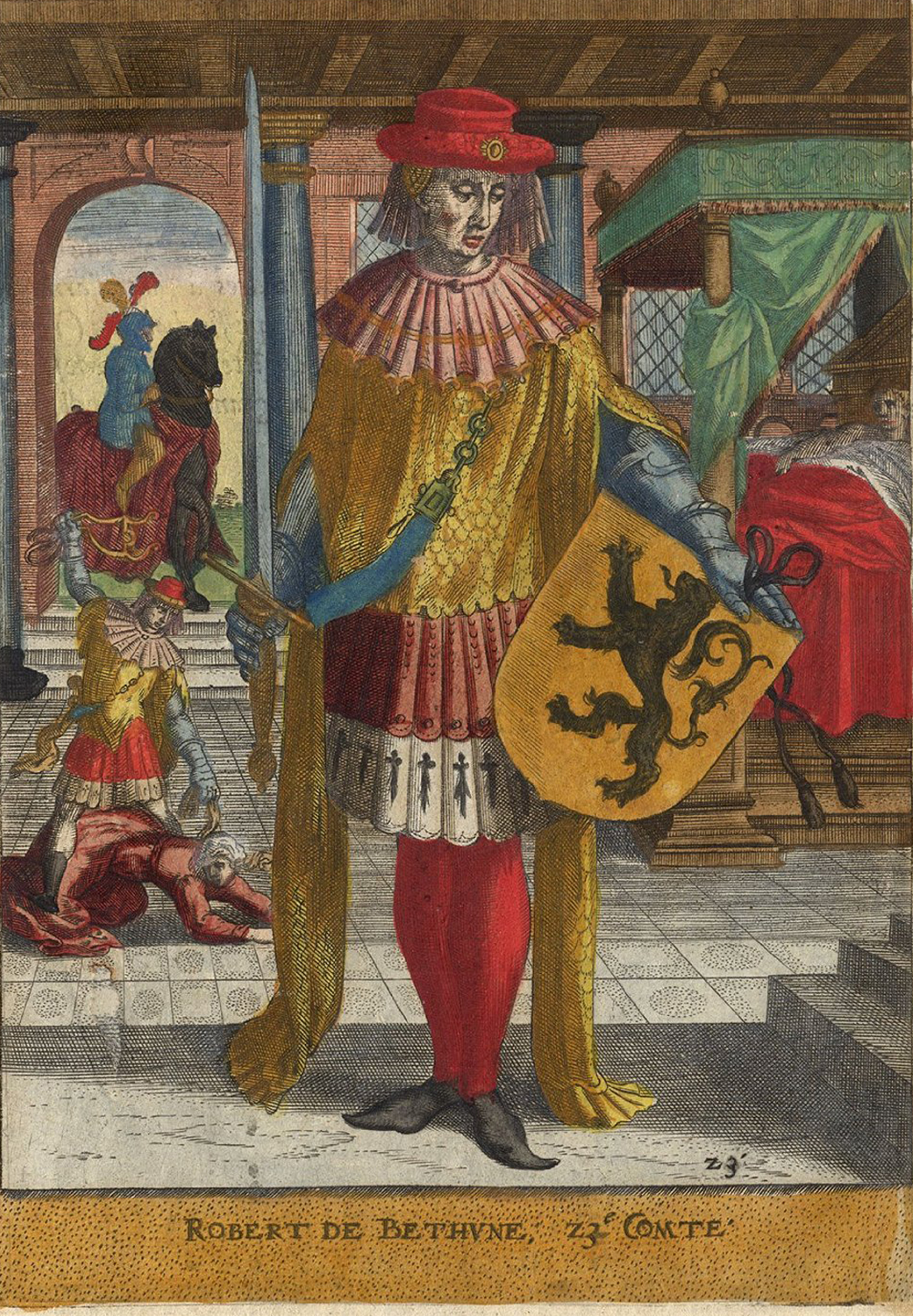
ロベール3世

ロベール3世（Robert III, 1249年 - 1322年9月17日）は、ヌヴェール伯（在位：1273年 - 1322年）およびフランドル伯（在位：1305年 - 1322年）。ロベール・ド・ベテューヌ、フランドルの獅子（De Leeuw van Vlaanderen）ともいわれる。
ロベール3世はフランドル伯ギー・ド・ダンピエールとその最初の妃マティルド・ド・ベテューヌとの間の長男である。父ギーは、フランス王フィリップ4世との戦いのさなかの1299年1月に、フランドルの統治をロベールに委ねた。ロベールは父ギーとともに1300年5月に捕らえられ、ロベールは1305年まで解放されなかった。

## 生涯
ロベールはイタリアで義父シャルル・ダンジューに加勢してホーエンシュタウフェン家のマンフレーディおよびコンラディンと戦い、武名を高めた。また父とともに1270年にルイ9世が主導した第8回十字軍に参加した。十字軍から帰還した後も、フランドルを王領に加えようとするフランス王フィリップ4世と戦う父に政治面・軍事面で支援した。
父ギーは1297年1月20日に、フランス王との臣従関係を全て破棄した。抵抗が絶望的な状況となり、1300年5月に父及び弟ギヨームと共に捕らえられ、フランス王に引き渡された。ロベールが事実上の領主となる直前のことであった。ロベールはシノンの城に監禁された。一般に信じられていることと異なり、実際にはロベールは金拍車の戦いには参加していない。
1305年7月、父ギーが捕囚の身のまま死去した（3月7日）のち、ロベールはフランドルに戻ることを許された。アティス＝シュル＝オルジュ条約の締結はロベール3世が伯領を支配していたことを示している。当初、ロベールは地方や都市にそれぞれの義務を果たさせることに成功していた。しかし1310年4月、ロベールは家臣や一族の支援のもと、フランスに敵対しはじめた。外交面・軍事面でロベールはフランス王と対立した。1318年12月、イングランド王エドワード2世は、貿易上の通行を容易にするために、ロベール3世とエノー伯ギヨーム1世との仲を仲介する貴族を派遣した。1319年にロベールがリールに向けて進軍したとき、ゲントの民兵はロベールとともにレイエ川を渡るのを拒否した。孫のルイ1世もロベールに圧力をかけたことで、1320年にロベールは戦いをやめ、フランス王との臣従関係を修復するためパリに向かった。
しかしその後も、ロベールは破門されるまで、アティス＝シュル＝オルジュ条約の履行を妨害した。ロベールは1322年に死去し、孫のルイ1世が伯位を継承した。
ロベールはフランドルに葬られることを希望していたため、イーペルのシント・マールテン聖堂に埋葬された。ロベールの遺体は、リールとドゥエーが再びフランドル伯領となったときに、ドゥエー近くのフランヌ修道院に改葬された。最初の妃ブランシュおよび父ギーもこの修道院に埋葬されている。

## 子女
ロベールは二度結婚した。1265年にシャルル・ダンジューの娘ブランシュと結婚し、1男をもうけたが早世した。
- シャルル（1266年 - 1277年）

1271年ごろ、ブルゴーニュ家のヌヴェール伯ウードの娘でヌヴェール女伯のヨランドと結婚し、5人の子女をもうけた。
- ルイ（1272年 - 1322年） - ヌヴェール伯[6]、ルイ1世の父
- ロベール（1331年没）[7] - マルル伯、1323年頃にジャンヌ・ド・ブルターニュ（ブルターニュ公アルテュール2世の娘）と結婚し、以下の2子をもうけた。
  - ジャン - カッセル領主
  - ヨランド（1320年頃 - 1395年） - 1340年にバル伯アンリ4世と結婚[8]
- ジャンヌ（1333年10月15日没） - 1288年にアンゲラン4世・ド・クシーと結婚[9]
- ヨランド（1313年没） - 1287年頃にゴーティエ2世・ダンギャン（フランス語版）と結婚
- マティルド - 1314年頃にフロレンヌ領主マチュー・ド・ロレーヌ（1330年頃没、ロレーヌ公ティボー2世の子）と結婚